# 范元凱
范元凱（？—？），資州清溪縣（今內江市東興區）人。今全唐詩載有其著作《章仇公席上詠真珠姬（章仇公，大曆中蜀州刺史）》。當時與其兄范崇凱齊名，時稱“梧桐雙鳳”。